# Paso doble
Paso doble je porijeklom španjolski ples, a pleše se uz glazbu španjolske koračnice. U Španjolskoj se ples sam po sebi ne prikazuje na plesnom podiju, a ako da, izvodi se u samostalnoj verziji na pozornici. Paso doble je poznat već od dvadesetih godina XX. stoljeća, kada su ga zvali pantomimom koride (bikoborbe). Današnja forma je razvijena u Francuskoj, gdje su ga u početku plesali baletni umjetnici, a tek kasnije se razvila show i natjecateljska varijanta.
Paso doble prikazuje koridu u kojoj plesač preuzima ulogu toreadora, a plesačica crvenog plašta. Plesač i plesačica se zajedno gibaju oko zamišljenog bika, tijekom čega izvode elemente flamenka i stilizirane figure, koje podsjećaju na borbu u areni.
Osnova plesa je "Paso Doble" (dvokorak), naglašeno postavljanje pete i jastučića stopala te ritmički putujući koraci. Jedan od karakterističnih elementa je Appel, korak, koji se pleše energično, na jednom mjestu na jastučiću stopala, blagim spuštanjem koljena. Appel je često uvodni korak mnogih figura.
Karakter "Paso" plesača uveliko određuje motiv koride. Od plesača, kao matadora-toreadora očekuje se gotovo pretjeran ponos, hrabra odlučnost i elegancija, a od plesačice svjesna udaljenost, velika fleksibilnost i brzina - sve kao posljedica plesaču prepuštene uloge vođenja. Za ovaj ples je potrebna velika koncentracija, "vatra" i prigušena samokontrola. Koraci se izvode zatezanjem cijele mišićne strukture. Samo se tako može postići za ovaj ples karakteristično kratko, brzo gibanje te izvođenje kontroliranih poza. Potporna noga je uvijek blago savijena.
Od 1959. godine Paso Doble je uvršten u krug latinskoameričkih natjecateljskih plesova, kao četvrti natjecateljski ples.
Glazba: dostojanstvena, poletna, energična, oštra koračnica, jasno strukturirana - uvod, dva glavna dijela s točno određenim vrhuncima (frazirana).